# 테나

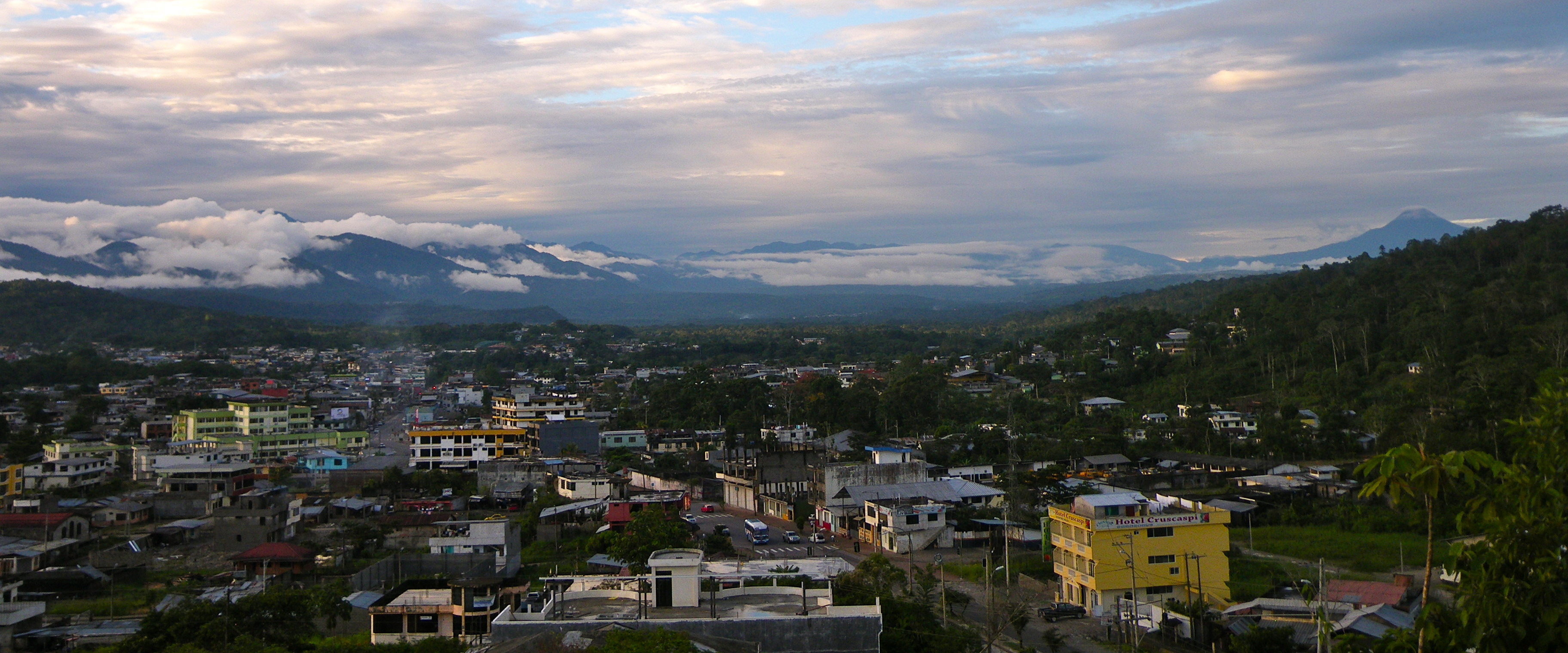
테나

테나(스페인어: Tena)는 에콰도르 중부에 위치한 도시로 나포 주의 주도이며 면적은 261.84km2, 높이는 598m, 인구는 33,934명(2010년 기준)이다. 아마존 우림 지대에 위치하며 "계피의 수도"라는 별명으로 부르기도 한다.